# Синицкий, Зосима Петрович
Зоси́ма Петро́вич Сини́цкий (30 апреля 1904 — 14 декабря 1994) — советский тяжелоатлет и тренер по лёгкой атлетике.
Заслуженный мастер спорта СССР (1945), заслуженный тренер СССР (1956), судья всесоюзной категории (1937).
Выступал за Гомель (по 1926), Москву (1927). Тренировал в Харькове (по 1941), Киеве (с 1947).
Чемпион СССР по тяжёлой атлетике 1926 в полутяжёлом весе. Как тренер подготовил ряд известных легкоатлетов, в том числе олимпийского чемпиона Виктора Цыбуленко. Более 40 лет заведовал кафедрой лёгкой атлетики в Харьковском и Киевском институтах физической культуры.

## Биография
Родился в Белоруссии.
Занимался тяжёлой атлетикой, стал чемпионом СССР 1926 года. В 1927 году, поступив в Государственный центральный институт физической культуры, переехал в Москву. Там перешёл в лёгкую атлетику, однако серьёзных успехов не добился — лучшими его достижениями были 5-е места в метаниях на чемпионатах СССР.
По окончании института был направлен в Харьков, где возглавил кафедру лёгкой атлетики в недавно созданном Харьковском институте физической культуры.
Синицкий ввёл в тренировочную практику легкоатлетов (в том числе и женщин) занятия со штангой, за что был подвергнут жёсткой критике. Однако результаты говорили сами за себя: чемпионами СССР по метаниям стали его ученики Александр Шехтель и Зоя Синицкая (1909—1996; супруга Синицкого), занимавшийся по его методике в Киеве Александр Канаки. Обобщить результаты своей работы Синицкий предполагал в диссертации, которую не успел представить к защите из-за войны.
В начале Великой Отечественной войны Синицкие пешком эвакуировались в Закавказье. В военкомате Зосима получил направление в госпиталь, где руководил процедурным кабинетом.
После войны Синицкий некоторое время работал доцентом в Институте имени Лесгафта в Ленинграде, в 1946 году в качестве одного из тренеров сборной выезжал на чемпионат Европы в Осло. В 1947 году он вернулся в институт, перебазировавшийся в Киев, и снова возглавил кафедру лёгкой атлетики.
Вскоре вновь его ученики стали чемпионами СССР: Евгений Буланчик — в беге на 100 м с барьерами, Канаки — в новом для себя метании молота, Пётр Денисенко — в прыжках с шестом. А в 1954 году пришли крупные первые международные успехи: Надежда Коняева стала рекордсменкой мира в метании копья, а Буланчик победил на чемпионате Европы. Вершиной же тренерской карьеры Синицкого стала олимпийская победа 1960 года копьеметателя Виктора Цыбуленко.
Умер 14 декабря 1994 года; похоронен на Байковом кладбище Киева.

## Спортивные достижения
|      | Весовая категория            | Место     | Сумма  | жим + рывок одной + рывок + толчок одной + толчок |
| ---- | ---------------------------- | --------- | ------ | ------------------------------------------------- |
| 1924 | полутяжёлый вес (до 82,5 кг) | 3-е место | 432 кг | 91,4 + 71,1 + 92,2 + 66,7 + 110,6                 |
| 1926 | полутяжёлый вес (до 82,5 кг) | чемпион   | 443 кг | 86,0 + 70,7 + 85,3 + 86,0 + 115,0                 |
| 1927 | тяжёлый вес (св. 82,5 кг)    | 3-е место | 444 кг | 81,9 + 67,8 + 92,2 + 81,5 + 120,6                 |

## Тренер
Воспитанники
- Синицкая, Зоя Александровна — чемпионка Международной рабочей олимпиады 1937 в метании диска, толкании ядра и троеборье.
- Буланчик, Евгений Никитич — чемпион Европы 1954 в беге на 110 м с барьерами.
- Коняева, Надежда Ефимовна — бронзовый призёр ОИ 1956, ЧЕ 1954, установила 3 РМ (1954) в метании копья.
- Цыбуленко, Виктор Сергеевич — олимпийский чемпион 1960, серебряный призёр ЧЕ 1962, бронзовый призёр ОИ 1956 в метании копья.

## Награды
- орден Трудового Красного Знамени (27.04.1957) — за успехи, достигнутые в деле развития массового физкультурного движения в стране, повышения мастерства советских спортсменов, и успешное выступление на международных соревнованиях